# Fort Eisenhower

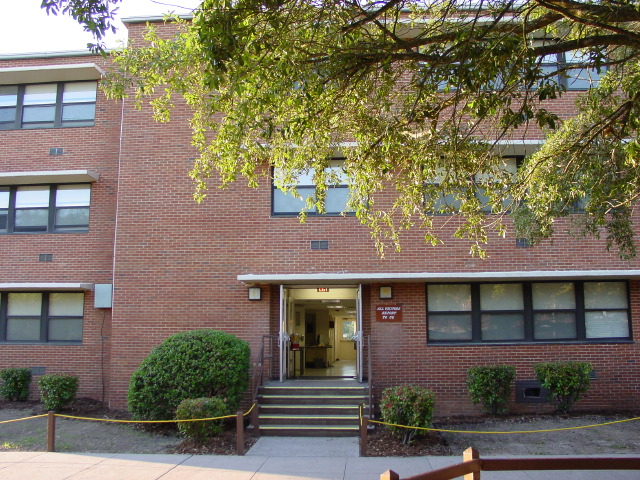
Gebäude des Forts (2002)

Fort Eisenhower ist eine Militärbasis des US-amerikanischen Heeres bei Augusta (Georgia).
Die Einrichtung besteht seit 1917. Bis 2023 hieß sie „Fort Gordon“ zu Ehren von John Brown Gordon. Seit 2023 ist die Militärbasis nach Dwight D. Eisenhower, dem 34. Präsidenten der Vereinigten Staaten von Amerika, benannt.
Von 1917 bis 1942 beherbergte sie die 82. US-Infanteriedivision, zeitweise auch die Militärpolizei.
Heute ist hauptsächlich das US Army Signal Corps dort stationiert. Das Gelände wird von rund 30.000 Personen belegt.